# Humerana miopus
Espèce
Synonymes
- Rana miopus Boulenger, 1918

Statut de conservation UICN

 LC  : Préoccupation mineure
Humerana miopus est une espèce d'amphibiens de la famille des Ranidae.

## Répartition
Cette espèce est endémique de la péninsule Malaise. Elle se rencontre, :
- dans le sud de la Thaïlande ;
- en Malaisie péninsulaire.

## Description
Rana miopus mesure environ 60 mm. Sa coloration varie de l'olive au brun. Son dos présente des rayures obliques présentant des motifs variés (et non seulement trois comme le suggère son nom anglais de Three-striped Frog).

## Publication originale
- Boulenger, 1918 : Description of a new frog (Rana miopus) from Siam. Journal of the Natural History Society of Siam, vol. 3, p. 11-12 (texte intégral).